# Huelgas en la tumba de Ramsés III en Deir-el-Medina

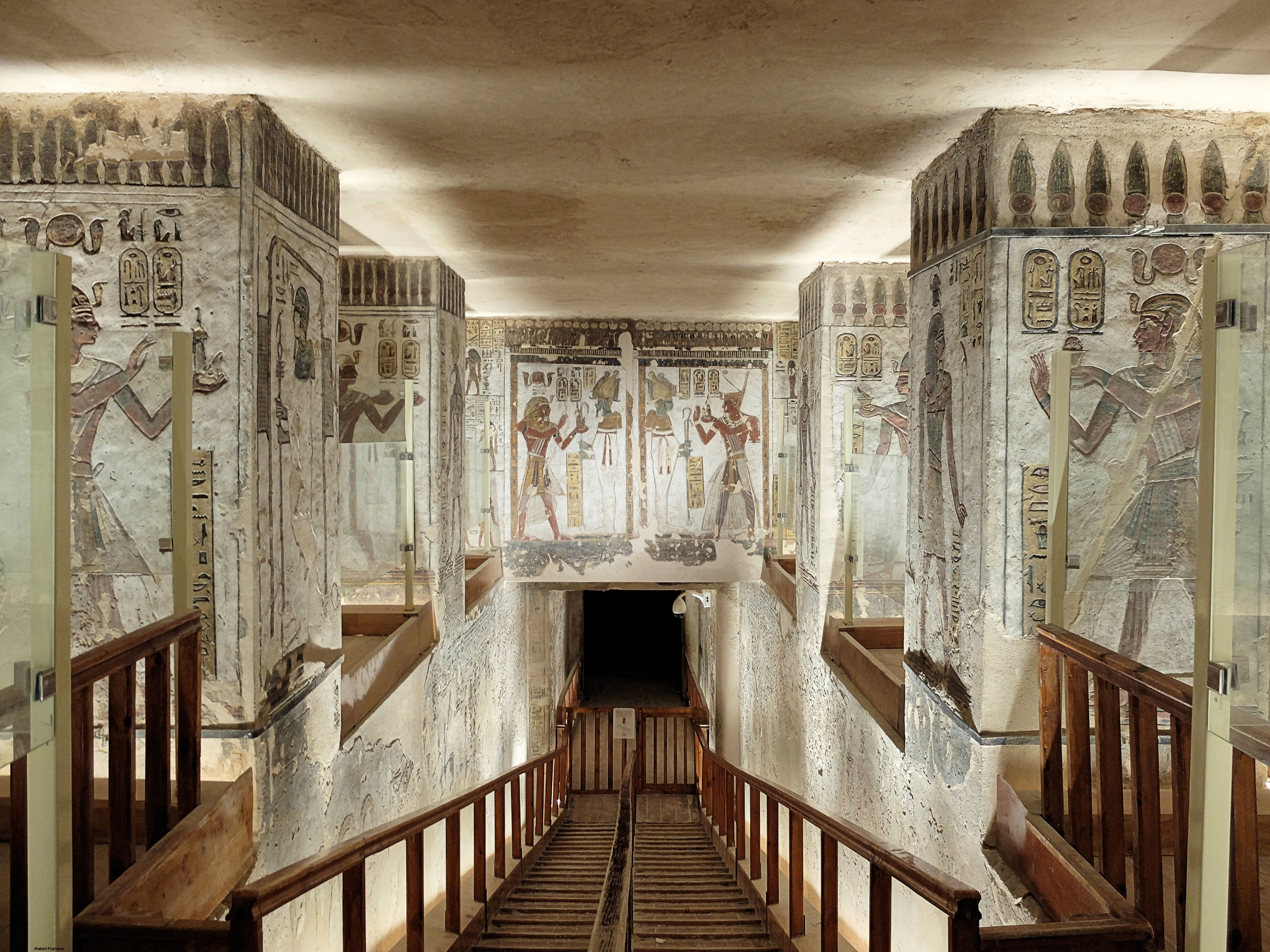
Interior de la tumba de Ramsés III en el Valle de los Reyes, KV-11.

En el año 29 (1155 a.C.) del reinado de Ramsés III (1184-1153 a. C.) se produjeron una serie de conflictos laborales entre el contingente de trabajadores de la tumba del faraón (KV-11) en el Valle de los Reyes (al oeste de Tebas) que desembocaron en el estallido de hasta tres huelgas. El conflicto tuvo lugar en el entorno del actual Deir-el-Medina, donde se hallaba la aldea en la cual residían los trabajadores. A partir del relato del conocido como «Papiro de la Huelga de Turín» este conflicto se ha identificado hasta el momento como la primera huelga documentada de la historia.

## Marco económico del Antiguo Egipto
El análisis de la huelga de los trabajadores de la tumba de Ramsés III requiere de la comprensión del funcionamiento del su modo de producción del Egipto antiguo: qué relaciones se establecían entre el marco geográfico-climático y la explotación de los recursos naturales, entre los trabajadores y el aparato estatal: cuándo, dónde y cómo se generaba y empleaba el excedente. A pesar de la localización de las huelgas a finales del Reino Nuevo (1550-1069 a. C.). Las características de la formación económica del antiguo Egipto venían manteniéndose en líneas generales desde el Reino Antiguo (ca. 3000-2100 a. C.) y perdurarían otro milenio más.

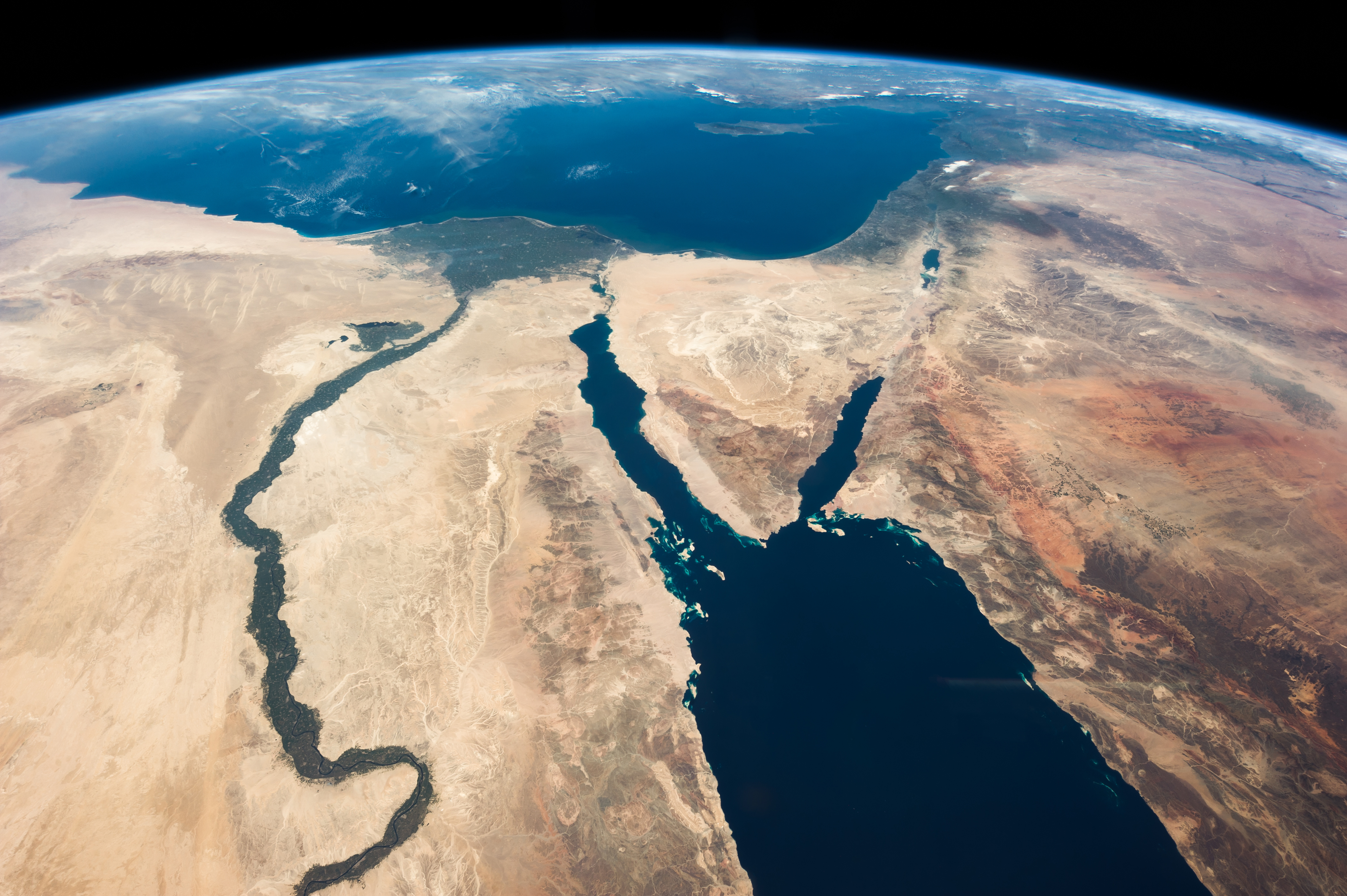
Vista satelital del Nilo a su paso por Egipto

La economía egipcia —especialmente en lo referido a la construcción de obras públicas— se asocia popularmente a un supuesto «esclavismo» como forma de trabajo, quizá como errónea proyección del modo de producción esclavista de la Antigüedad grecorromana hacia una sociedad 2000 años más antigua. En cualquier caso, en el ámbito académico ha habido interminables debates sobre la denominación del sistema económico egipcio (modo de producción tributario, «asiático», teocracia hidráulica etc.). Con todo y con eso, se pueden distinguir tres pilares básicos en el sistema económico egipcio: 
1) una red de explotaciones agrarias indisolublemente ligadas al régimen fluvial del Nilo (para un reflejo mítico-literario de este fenómeno véase el episodio del sueño del faraón en Génesis 41, 1-8)
2) la apropiación y el control estatal de los excedentes agrícolas y su reinversión en la construcción de arquitectura monumental, especialmente de carácter funerario 
y 3) una organización social con el rey divinizado (faraón) en la cúspide y en la que destacan como grupos la burocracia estatal y la gran masa de trabajadores asalariados (agrarios y de la construcción de obra pública) que cobraban salarios en especie (grano). 

## Organización del trabajo en la tumba de Ramsés III

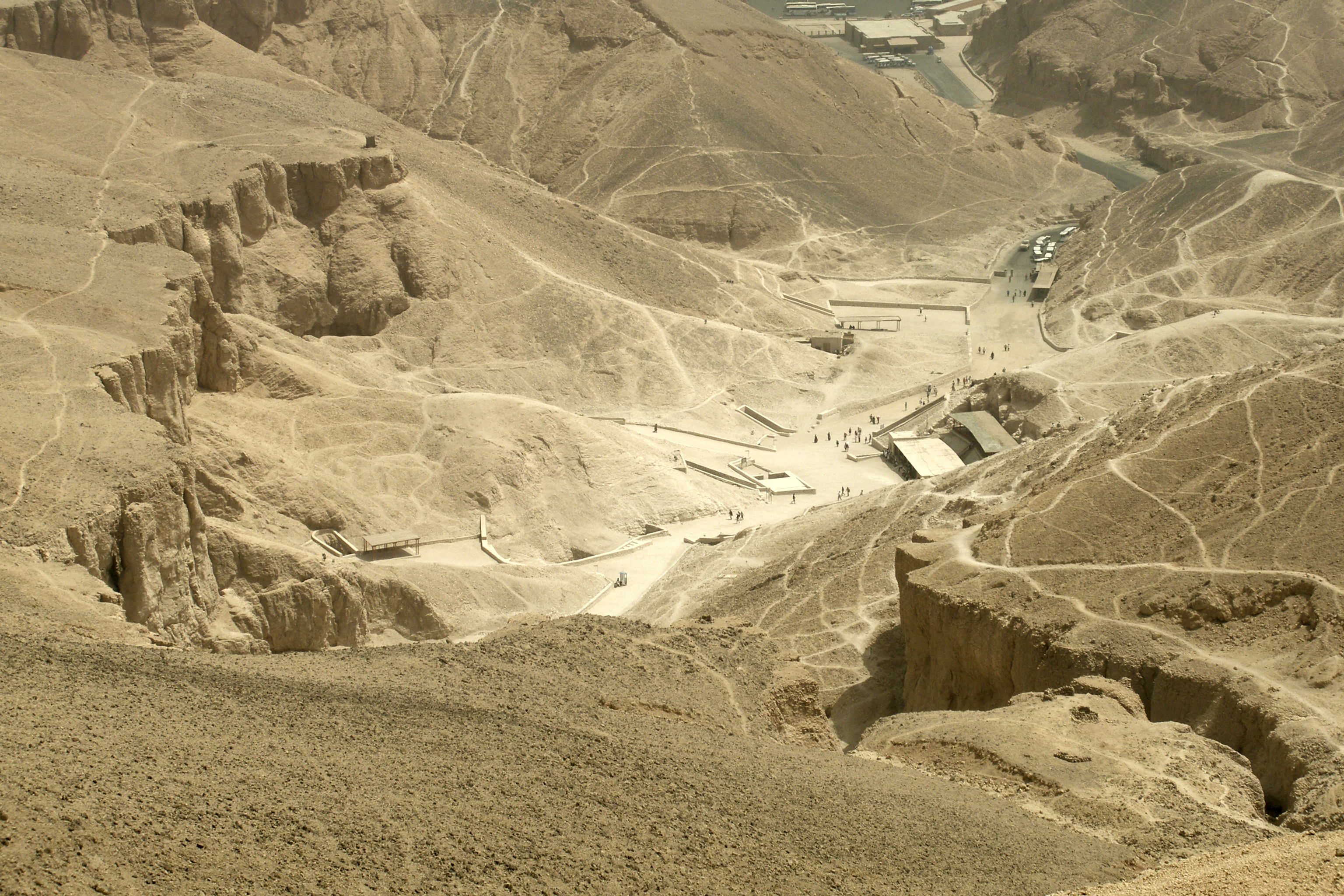
Valle de los Reyes, área de enterramientos reales al oeste de Tebas.

Dentro de este conjunto que engloba distintos aspectos económicos, para este episodio histórico de conflictividad sociolaboral interesa profundizar en los aspectos organizativos de la construcción de obras públicas, en concreto las funerarias. Gracias a las fuentes escritas (el Papiro de Turín) se tiene un gran conocimiento del funcionamiento, la organización del trabajo y la cotidianeidad de los obreros en la construcción de la tumba de Ramsés III.
«La Gran y Noble tumba de los millones de años al oeste de Tebas», también conocida como «Horizonte de Eternidad» ocupaba a un importante número de personas, desde los obreros rasos a los encargados políticos, pasando por los distintos niveles de trabajadores especializados. El dominio de la tumba (pa jer), así como la comunidad de los trabajadores (pa demi, a cada uno se le asignaba una casa y un lugar para construir su tumba) eran dependientes del visir del sur (primeramente, un personaje llamado Hori y posteriormente Ta). El visir era la autoridad estatal al cargo del equipo (interior) de la tumba, cuya dirección («jefes de tumba») recaía en los capataces (dos, uno para cada «lado» de la tumba) y los escribas; el grueso del equipo interior lo constituían los obreros artesanos especializados (canteros, escultores, dibujantes, pintores…), también podían incluirse otros obreros jóvenes contratados según necesidad. Por otro lado, se encontraba el equipo del exterior, también asociado a la «institución» de la tumba. Este estaba conformado por trabajadores que asistían al equipo interior en diversas tareas: desde servicios auxiliares (cortadores de leña, alfareros, aguadores, lavanderos, yeseros, recogedores de dátiles…) hasta vigilancia (guardianes o porteros y cuerpo de policía o meyday —dos grupos de cuatro personas, cuyas viviendas se ubicaban fuera de la aldea—). Las herramientas eran propiedad del faraón, siendo custodiadas por los guardianes.
El conjunto de las tareas de apoyo (semedet) funcionaba como pago en trabajo a los obreros del equipo interior. Conociendo este fenómeno se entiende el protagonismo de los trabajadores del semedet en la huelga: eran ellos quienes no recibieron su salario propiamente dicho en grano; asimismo, la presencia de obreros especializados del equipo interior era escasa en el momento del estallido del conflicto. En este punto tropezamos con la siguiente cuestión: ¿esta jerarquía tan clara dentro del conjunto de trabajadores, en que un nivel de trabajo constituía el salario de otro superior limitó la solidaridad entre ellos, reduciendo el impacto de la huelga? A pesar de la falta investigaciones que traten en profundidad este aspecto, se pueden señalar un par de certezas: 1) el protagonismo (liderazgo en cierta manera) recayó principalmente en los trabajadores del semedet, destacando los miembros del meyday; 2) la falta de pago en grano afectó primera y principalmente a los trabajadores del equipo exterior; los obreros especializados se verían afectados ulteriormente por detención de las prestaciones laborales de los obreros externos y 3) como se verá infra, disponemos de un conjunto de evidencias que atestiguan momentos de alianza entre ambos niveles de trabajadores de la tumba.
En cualquier caso, fuera de la «institución» de la tumba cabe destacar el trabajo femenino, en labores diversas, especialmente significativo en la molienda de grano, eso sí, por un cuarto del salario de sus compañeros masculinos. La lectura de las fuentes primarias las identifica como «esclavas», lo que también sería una divergencia con respecto al marco de relaciones de producción de los obreros masculinos. Sobresalen también la figura de los supervisores y el médico.

## Un día en Deir-el-Medina: la vida cotidiana de la comunidad de trabajadores[5]

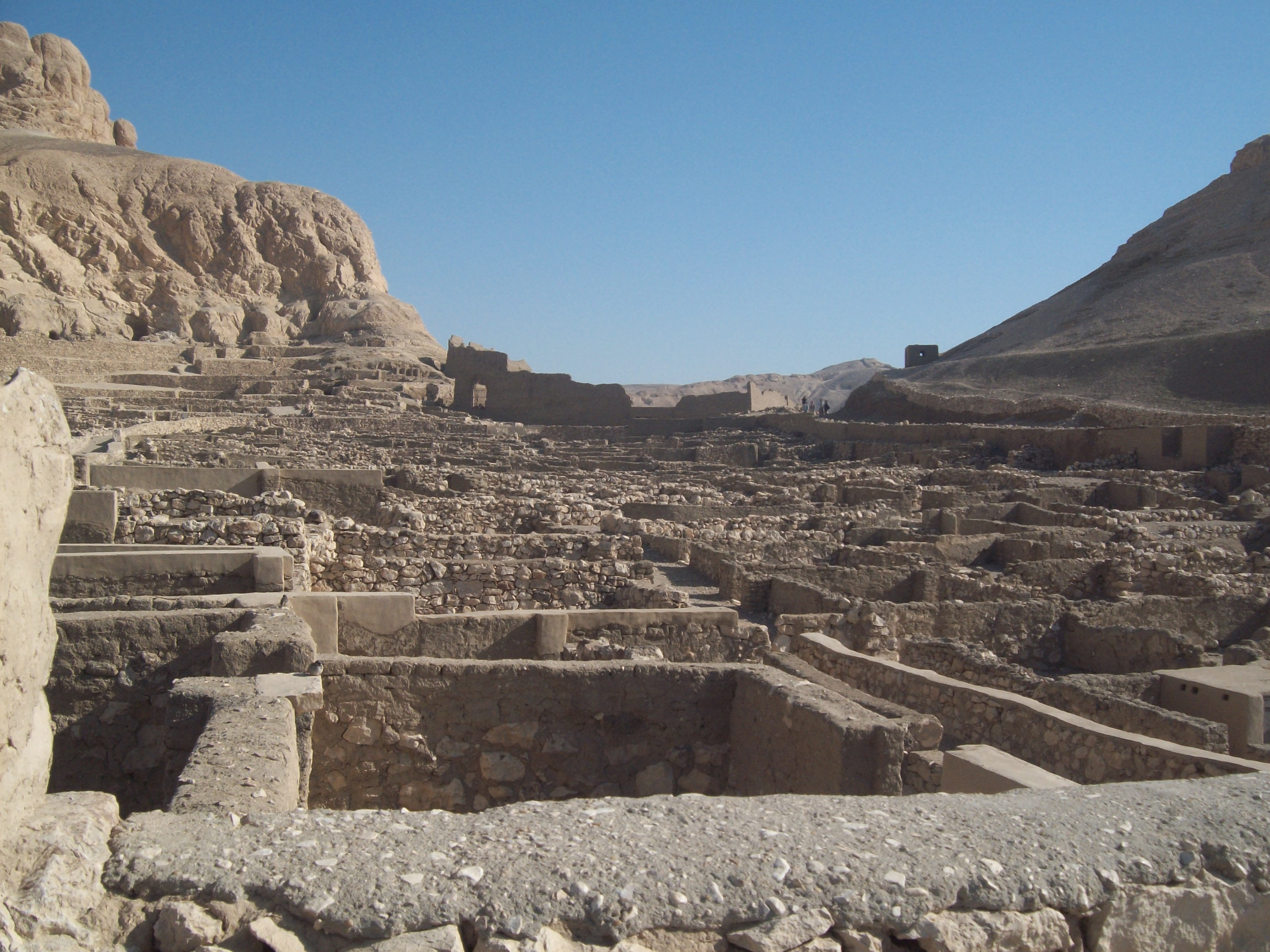
Vista de la aldea donde residían los obreros de la tumba

Las condiciones de trabajo en la tumba, pese a que en comparación podían ser mejores que las de otras formaciones sociales de la Antigüedad, como la Grecia y Roma esclavistas, eran duras. La jornada era de ocho horas partida en dos; la semana laboral de 10 días con un único libre, al que había que sumar las festividades religiosas (la más importante era la Bella Fiesta del Valle). Los trabajadores de Deir-el-Medina (nombre actual donde se ubican los restos de la aldea, localizada a medio camino entre la tumba —KV-11— en el Valle de los Reyes y el templo de Medinet Habu, a orillas del Nilo) solían estar empleados en exclusiva en la construcción de tumbas reales; solo excepcionalmente realizaban construcciones funerarias para altos funcionarios. La construcción de la estructura venía a durar unos dos años, mientras que la decoración de la misma ocupaba otro tanto. A las recias condiciones de trabajo en la tumba (aunque hay que considerar que durante las labores de decoración la situación mejoraba) con escasa asistencia, se sumaban las demoras en el pago de los salarios, a las que había que sumar las fluctuaciones de precios propias de una economía en crisis. 
En este contexto, no era extraño que surgieran tensiones en el seno de la comunidad de trabajadores, por lo que se contaba con una serie de órganos de arbitraje para los conflictos. En primer lugar, se encontraba el tribunal local o kanebet, conformado por los jefes de tumba (escriba y jefes del equipo interno), incorporándose en ocasiones otros trabajadores o autoridades externas como el visir u otros escribas. Era competente en el ámbito de pa jer y pa demi (dominios de la tumba y la aldea), su procedimiento era similar al de un juicio contemporáneo y sus decisiones de obligado cumplimiento bajo juramento. En segunda instancia se hallaba el oráculo de Amenhotep I. Esta institución incluía a toda la comunidad; se presentaban las demandas en ostraca o papiros y las resoluciones se basaban en la «elección de la estatua», sin embargo, estas no solían cumplirse en el caso de afectar en contra a alguien con un rango elevado; igualmente, eran fácilmente manipulables, a pesar de que fuese moralmente reprobable el amaño de la «decisión del oráculo».

## Contextualizando la huelga: la crisis del reinado de Ramsés III[7]
Llegados a este punto conviene hacer una pausa en el relato de los pormenores de la vida obrera en Deir-el-Medina y ampliar el marco de análisis espaciotemporal: ¿en qué situación se encontraba el Reino Nuevo durante los años de Ramsés III en el trono?
Ramsés III (Usermaatra Meryam) accede al trono en el año 1184 a. C. como primer faraón cuyo reinado se adscribe completamente a la XX Dinastía tras un turbulento periodo marcado por los cortos y difíciles reinados de los sucesores de Ramsés II (fallecido en 1213 a. C.), así como la crisis generalizada del Bronce final en el Mediterráneo oriental y las invasiones de los llamados «Pueblos del Mar». Desde los primeros años de su reinado debe hacer frente a los avances de las tribus libias en el noroeste (campañas de los años 5 y 11, revueltas de las poblaciones libias ya asentadas en el Delta) y a las incursiones de los Pueblos del Mar en el Delta nororiental (rechazados finalmente en el año 8, deteniendo su marcha victoriosa que había asaltado desde el Imperio hitita —Anatolia y Alta Mesopotamia— al corredor sirio-palestino). En el plano económico, a pesar de la construcción de grandes proyectos (entre ellos la tumba de Deir-el-Medina y el templo de Medinet Habu), la situación tampoco sería fácil para Ramsés III. La administración estatal se vio debilitada por la creciente cesión de tierras a los templos (especialmente al Sacerdocio de Amón), lo que aumentaba el poder de los sacerdotes en detrimento del aparato del Estado. Así, surgieron problemas financieros que desembocarían en retrasos en el abono de salarios y, en consecuencia, favorecieron el estallido huelguístico. Por otro lado, comenzaron a entreverse a las grietas que en apenas un siglo llevarán de nuevo al Estado egipcio a uno de sus cíclicos periodos de crisis (III Periodo Intermedio, 1069 a. C.); el reinado de Ramsés III se caracterizó por una «ruptura gradual del estado centralizado»  y una inseguridad creciente. Rodos estos fenómenos acabarían afectando en último término al propio monarca, puesto que la frágil situación se convirtió en campo abonado para los complots palaciegos: esposas de su harén y personal de palacio conspiraron para asesinar al faraón en la fiesta del Opet en Tebas para sentar en el trono a Pentaweret, hijo de Tiy, una de sus esposas secundarias. Tenemos distintas versiones del desenlace, algunos autores apuntan a un fracaso del complot, mientras que estudios recientes reportan una muerte violenta del monarca. En cualquier caso, Ramsés III sería sucedido por su hijo legítimo Ramsés IV. El reinado de Ramsés III es considerado el punto de inflexión en el cual el Reino Nuevo inicia su inexorable decadencia hacia un nuevo Periodo Intermedio de aguda crisis en todos los niveles.

## Los obreros se levantan: estallido y desarrollo de las huelgas.[11]Cómo se expresó el descontento: conciencia y medios de protesta. Los límites del movimiento
La información de que disponemos sobre el transcurso de la huelga proviene del relato transcrito por el escriba Amenenjat para informar al visir Ta de los hechos. Edgerton resalta que su implicación como «autoridad» en la huelga le hace justificar su propia posición en el relato de los sucesos. Nos situamos en el año 28 del reinado de Ramsés III, en el contexto de crisis económica, política y administrativa antes descrito; por primera vez se informa de falta de medios para los trabajadores y de un retraso de 8 días en el pago de los salarios. Estas circunstancias se encuentran expuestas en una carta del escriba Neferhotep al visir. El día 21 del segundo mes de ajet (Pa-en-Ipat), esto es, avanzado el mes de octubre (Ajet es la estación de la inundación, desde finales del verano al otoño) se reportan 20 días de retraso en el pago de los salarios (a lo que había que sumar que el faraón estaba enfrascado en las tareas de preparación del Heb Sed —la fiesta del jubileo). Hay que tener presente que la demora en el abono de los salarios significaba literalmente el hambre de los trabajadores, dado que, como se ha indicado, el pago se realizaba en grano de cereal. Sea como fuere, en este punto todavía no estalló el conflicto. Este estallaría finalmente el día 10 del segundo mes de peret (Ta-Aabet)con 18 días de retraso en el pago: los obreros abandonan el tajo y se dirigen en protesta hacia la Casa de Menjeperra. Al día siguiente (día 11 de Pa-en-Ipat), siendo la huelga ya una realidad, los trabajadores marcharon hacia la Casa Usermaatra Setenperra. El día 12 los jefes meyday y los porteros junto al escriba Pentaur trasladan el malestar de los trabajadores al «alcalde» de No, recibiendo las raciones correspondientes ese mismo día. No obstante, al día siguiente Mentumes, jefe meyday exhorta a los obreros a continuar la huelga: «Mirad, os diré mi opinión. Salid fuera, recoged vuestras herramientas, cerrad vuestras puertas, tomad a vuestras esposas y vuestros hijos, y yo iré delante de vosotros a la Mansiónde Menmaatray os dejaré allí sentados mañana».
La huelga estalla de nuevo ya en el tercer mes de peret mientras el pago de los salarios sigue brillando por su ausencia: tienen lugar disturbios y las protestas suben de tono con la exigencia de responsabilidades por la hambruna, yendo más allá de la mera reclamación de sueldos. Sin embargo, la Casa del Faraón parece permanecer ajena a este conflicto, puesto que se reporta la visita del visir Ta el día 28 del mes de Pa-en-Renenutet (cuarto de peret) para la recogida de imágenes votivas para el Heb-Sed, incluso llega a expresar su malestar por lo que considera «acusaciones infundadas» y se escuda en la falta de grano en los almacenes. La historia vuelve a transcurrir como unos meses antes: los trabajadores reciben su ración el primer día del primer mes de shemu pero el jefe de equipo incita a los obreros del interior a solidarizarse con los trabajadores del semedet y ponerse de su lado continuando la protesta. Este hecho genera malestar en el escriba Amenenjat. El día 13 del mismo mes abandonan la aldea al grito de «estamos hambrientos», hacen una sentada en la parte posterior de la Casa de Baenra Meryamón y vuelven a reclamar al alcalde de No. Tres días después, el obrero Penanket —hijo del cruel jefe de equipo Paneb— lanza graves acusaciones de robo y adulterio contra Amenenjat, aumentando la tensión. El día 25 la organización de los trabajadores se materializa en una asamblea en la cual se plantea la presentación de una queja formal ante el Primer Profeta de Amón acusando al alcalde de Tebas de no entregar el pan de las ofrendas divinas.
En prácticamente medio año del reinado de Ramsés III los obreros de su tumba dejaron de percibir un quinto del total de sus retribuciones en cereal, estallando las tres huelgas descritas. Al año siguiente recibieron un 35% menos de raciones. La grave situación económica de las últimas décadas del Reino Nuevo aquellos años desembocaría en el estallido de repetidas huelgas en los reinados de Ramsés IV, Ramsés IX y Ramsés X.
En cualquier caso, volviendo a las huelgas del reinado de Ramsés III, observamos un progresivo despliegue de la conciencia de los trabajadores: de una mera reivindicación del pago de sus retribuciones a la exigencia de responsabilidades políticas y la toma de decisiones en comunidad; de la participación originaria de los trabajadores externos del semedet y otros servicios exteriores (meyday, porteros) a una creciente solidaridad de los trabajadores del equipo interno; de acciones espontáneas a intervenciones organizadas con potentes liderazgos (Mentumes, Jonsu, Penanket). Más allá de los complots palaciegos, la conflictividad laboral dificultó enormemente los últimos años del faraón en el trono: las huelgas, fruto maduro de la decadencia final de Ramsés III, a pesar de su impacto limitado, complicaron aún más las cosas a la administración estatal y evidenciaron las grietas del poder faraónico.

## Conclusiones: ¿qué queda de la primera huelga documentada de la historia?
La palabra huelga no se limita a los arquetípicos episodios de los siglos XIX y XX de fábricas paradas, sindicatos, conflictos laborales de obreros de mono azul, brazos caídos o transportes que no circulan. Una observación más detenida de este tipo de conflicto evidencia que es un instrumento de presión, mucho más antiguo que las formaciones sociales y conflictos propios de la modernidad industrial. El paro en el trabajo, la detención del proceso de generación de excedente, ha sido una herramienta empleada por las clases productoras ya desde las primeras sociedades complejas. 
En esta primera huelga de trabajadores de la historia. En un contexto de dominio faraónico transversal, de nula organización de los trabajadores, de fuerte diferenciación entre los niveles laborales, emergió una acción común que puso en evidencia las grietas de todo un sistema económico y político, atacando su corazón simbólico: la tumba, la cristalización de todo un continuum ideológico milenario que unía indisolublemente monarquía, divinidad y muerte de un individuo al trabajo de muchos. Faltando ideas y herramientas propias, los trabajadores de la tumba, en un progresivo desarrollo de su conciencia, reinterpretaron las instituciones para emplearlas en su lucha: se dirigieron a las Casas, interpelaron a sacerdotes y funcionarios y disolvieron las barreras de su jerarquía interna. 
El análisis de estos sucesos revela algo mucho más significativo que una mera reclamación del pago de unas raciones de grano: muestra formas de organización comunitaria, una cultura reapropiada. Porque —en palabras de Benjamin— «estas últimas [luchas más refinadas y espirituales] están presentes en la lucha de clases, pero de un modo distinto a como nos imaginamos el botín que le corresponde al vencedor. Son fuerzas activas en ella como confianza, valía, humor, astucia y constancia […]. Ponen incesantemente en cuestión toda victoria que les haya caído en suerte a los vencedores»: el símbolo de la tumba, paradigma de la sociedad egipcia, convertida en campo de batalla de «las cosas más toscas y materiales». Este es el valor que tiene preguntarse históricamente acerca de esta huelga: «un pasado cargado de presente que [se] arranca[…] al continuuum de la historia».